# Robert William Dickerman
Robert William (Bob) Dickerman (* 24. September 1926 in Ithaca, New York; † 25. April 2015 in Bernalillo, New Mexico) war ein US-amerikanischer Ornithologe. Neben der Ornithologie publizierte er auch auf dem Gebiet der Mammalogie, Tierverhalten und der Virologie.

## Leben und Wirken
Robert William Dickerman war einer von drei Söhnen von John Allen Dickerman (1897–1971) und Harriet Elizabeth (1901–1974), einer Bauernfamilie in Ithaca. Er wurde zur Armee eingezogen und diente während der Besatzungszeit in Japan nach dem Zweiten Weltkrieg. Nach dem Militärdienst besuchte er durch Hilfe des Bundesgesetzes G. I. Bill die Cornell University. Als undergraduated Student war er fast gleich alt wie viele graduated Studenten. Es verschaffte ihm ein Büro zwischen den höher graduierten Studenten, ein Privileg, das nicht jedem Studenten zugutekam. Zunächst arbeitete er mit Brina Kessel (1925–2016) an ihrer Dissertationsarbeit über den Star, die 1951 unter dem Titel Investigations on the life history and management of the European Starling (Sturnus vulgaris vulgaris L.) in North America erschien. Hierbei präparierte er viele Vogelbälge, die aus den Nachforschungen zur Dissertation entstanden. Als er den Bachelor-Abschluss hatte, verließ er die Cornell University und ging an die University of Arizona, um seinen Master bei seinem Mentor Allan Robert Phillips zu machen. Mit ihm verband er eine Freundschaft, die in ihm seine Leidenschaft für taxonomische Fragen weckte. Dickerman entdeckte dieses Interessensgebiet unter der Anleitung Phillips in der bis daher noch wenig erforschten Avifauna Mexikos. Er entwickelte die Passion weiter und überarbeitete die Klassifikation vieler Gattungen, Arten und Unterarten, wann immer es ihm nötig erschien.
Dickermans Beiträge zu Ornithologie galten als legendär. Er galt als scharfer Beobachter in freier Natur sowie als unermüdlicher Sammler und Aufbereiter wissenschaftlicher Präparate. Mit mehr als 224 Veröffentlichungen galt er als äußerst produktiver Autor. Es waren seine Arbeiten aus dem nördlichen Lateinamerika und insbesondere aus Mexiko mit über 800 gesammelten Exponaten, die ihm den Respekt anderer Wissenschaftler einbrachte. 1961 promovierte er an der University of Minnesota über Singammern (Melospiza melodia) auf dem mexikanischen Plateau, die den Titel The song sparrows of the Mexican Plateau trug. Dickerman entwickelte eine Vorliebe zu Sümpfen und anderen feuchten Lebensräumen. So prägte er in den 1960ern und 1970ern die Erforschung mexikanischer Sumpfgebiete. Viele neue Unterarten wurden dabei durch ihn beschrieben. Am 7. September 1961 entdeckte er die als ausgestorben geltende Gelbrallen-Unterart (Coturnicops noveboracensis goldmani (Nelson, 1904)) in den Sümpfen des Río Lerma wieder.
Auch wenn Dickerman hauptsächlich Ornithologe war, galten seine ersten Feldarbeit in Mexiko zunächst der Säugetierforschung. So sammelte er für Eugene Raymond Hall von 1953 bis 1955. Für das University of Kansas Natural History Museum sammelte er in Nord- und Südmexiko 3132 Säugetierexponate. Die Präparate wurde für zahlreiche taxonomische Studien von Hall und seinen Schülern verwendet. 1972 beschrieben Roger Deforrest Price und Kary Cadmus Emerson aus den Sammlungen die Kieferläuse-Art Geomydoecus dickermani. Gemeinsam mit Bernardo Villa Ramirez entwickelte er mit Hilfe von Trockeneis eine neue Technik zum Konservieren von gesammelten Tieren in der Natur. Bei seinen Beobachtungen schaute Dickerman immer über den Tellerrand und so sind viele seiner Beobachtungen in freier Natur auch aus der Ferne sehr aufschlussreich. Seine Beobachtungen reichten von einheitlicher Größe der Carnegiea gigantea in Sonora, über die Morphologie von Termitenhügeln in Botswana, regionale Unterschiede in der Interaktion von Menschen im südlichen Afrika, Muster des Laubabwurfs der Bäume in den Bergen der Sangre de Cristo Range bis zum Verhalten von Guppys in seinem Aquarium. Für all diese Naturphänomene hatte er immer ein interessiertes Auge.
Obwohl Dickerman eine professionelle Karriere am Cornell University Medical College in New York als Virologe verfolgte, war er Angestellter in der Vogelabteilung des American Museum of Natural History. So sind die Mehrzahl der Publikationen über taxonomische Fragen zu Vögeln und Säugetieren erweitert um ihr Verhalten und ihre Naturgeschichte. Trotz allem war er ein Mitglied in einem Team von Biologen die Wildtierpopulationen auf Viren untersuchte. Als Sammler hatte er gelernt, Exponate zu beschaffen und zu konservieren. Die Proben, die er lieferte waren, sowohl zur Virusforschung geeignet, als auch für seine taxonomischen Studien.
1989 ging er in Pension und zog nach Albuquerque. Nun nahm er sich der Sammlung des University of New Mexico’s Museum of Southwestern Biology an. Diese glückliche Fügung führte dazu, dass deren Sammlung eine der am schnellsten wachsenden Forschungssammlungen von Vögeln in der Welt wurde. Bald wurde er zu deren Kurator, eine Aufgabe, die er 18 Jahre lang bis 2007 ausfüllte. Die Sammlung wurde unter seiner Ägide von 6.000 auf über 24.000 Bälge ausgebaut. Neben seinen eigenen Beiträgen wurde die Sammlung durch Handel mit anderen Institutionen und anderen Quellen wie der New Mexico Wildlife-Rehabilitation Gemeinschaft erweitert. So fand z. B. auch die Sammlung von Amadeo Michael Rea seinen Weg ins Museum. Ebenso wurde die Sammlungen von Dale Allen Zimmerman (geb. 1928) und des U.S. Geological Surveys integriert. Gemeinsam mit John Patrick Hubbard (geb. 1935) gelang die Rückführung von Sammelstücken aus New Mexico, die inzwischen in anderen Museen deponiert worden waren. So gelang es ihnen beispielsweise das erste Exemplar eines Aplomadofalken (Falco femoralis Temminck, 1822) für das Museum zu gewinnen. Dickerman ist es zu verdanken, dass die Vogelabteilung nach seiner zweiten Pensionierung mit Christopher Cooper Witt erstmals einen professionellen und keinen ehrenamtlichen Kurator bekam.

## Mitgliedschaften
Dickerman war seit 1973 ein gewähltes Mitglied der American Ornithologists’ Union und wurde 1983 Fellow der Gesellschaft.

## Dedikationsnamen
Sein Name findet sich in der Grauwasseramsel-Unterart (Cinclus mexicanus dickermani Phillips, AR, 1966), in der Piroltrupial-Unterart (Icterus pustulatus dickermani Phillips, AR, 1995) und der Graukappenvireo-Unterart (Hylophilus decurtatus dickermani Parkes, KC, 1991).

## Erstbeschreibungen von Robert William Dickerman
Dickerman hat auch zusammen mit anderen Autoren einige Unterarten, die neu für die Wissenschaft waren, beschrieben.

### Unterarten
Zu den Unterarten gehören chronologisch u. a.:
- Singammer (Melospiza melodia villai Phillips, AR  & Dickerman, 1957)
- Singammer (Melospiza melodia yuriria Phillips, AR & Dickerman, 1957)
- Schuppenhals-Rohrdommel (Botaurus pinnatus caribaeus Dickerman, 1961)
- Gartentrupial (Icterus spurius phillipsi Dickerman & Warner, 1962)
- Singammer (Melospiza melodia azteca Dickerman, 1963)
- Singammer (Melospiza melodia niceae Dickerman, 1963)
- Singammer (Melospiza melodia zacapu Dickerman, 1963)
- Gelbschultertrupial (Icterus prosthemelas praecox Phillips, AR & Dickerman, 1965)
- Rotflügelstärling (Agelaius phoeniceus nelsoni Dickerman, 1965)
- Großschwanzgrackel (Quiscalus mexicanus loweryi (Dickerman & Phillips, AR, 1966))
- Virginiaralle (Rallus limicola friedmanni Dickerman, 1966)
- Mangrovewaldsänger (Setophaga petechia oraria (Parkes & Dickerman, 1967))
- Lerchenstärling (Sturnella magna saundersi Dickerman & Phillips, 1970)
- Ockerbrust-Gelbkehlchen (Geothlypis speciosa limnatis Dickerman, 1970)
- Kahnschnabelreiher (Cochlearius cochlearius phillipsi Dickerman, 1973)
- Waldzaunkönig (Henicorhina leucosticta costaricensis Dickerman, 1973)
- Waldzaunkönig (Henicorhina leucosticta smithei Dickerman, 1973)
- Kahnschnabelreiher (Cochlearius cochlearius ridgwayi Dickerman, 1973)
- Rotflügelstärling (Agelaius phoeniceus arthuralleni Dickerman, 1974)
- Pampazaunkönig (Cistothorus platensis graberi Dickerman, 1975)
- Pampazaunkönig (Cistothorus platensis jalapensis Dickerman, 1975)
- Pampazaunkönig (Cistothorus platensis potosinus Dickerman, 1975)
- Pampazaunkönig (Cistothorus platensis russelli Dickerman, 1975)
- Pampazaunkönig (Cistothorus platensis warneri Dickerman, 1975)
- Seidennachtschwalbe (Antrostomus sericocaudatus mengeli (Dickerman, 1975))
- Olivbauch-Ameisenpitta (Myrmothera simplex pacaraimae Phelps Jr & Dickerman, 1980)
- Tepuiameisenfänger (Herpsilochmus roraimae kathleenae Phelps Jr & Dickerman, 1980)
- Tepuibaumschlüpfer (Cranioleuca demissa cardonai (Phelps Jr & Dickerman, 1980))
- Tepuibaumspäher (Syndactyla roraimae urutani (Phelps Jr & Dickerman, 1980))
- Buschorganist (Euphonia affinis olmecorum Dickerman, 1981)
- Gilbdrossel (Turdus grayi lanyoni Dickerman, 1981)
- Tropfentrupial (Icterus pectoralis carolynae Dickerman, 1981)
- Weißkehl-Tachurityrann (Mecocerculus leucophrys chapmani Dickerman, 1985)
- Clarktaucher (Aechmophorus clarkii transitionalis Dickerman, 1986)
- Renntaucher (Aechmophorus occidentalis ephemeralis Dickerman, 1986)
- Fleckenkauz (Strix occidentalis juanaphillipsae Dickerman, 1997)
- Karibikspecht (Melanerpes santacruzi hughlandi Dickerman, 1987)
- Rostschwanzammer (Peucaea ruficauda ibarrorum (Dickerman, 1987))
- Schuppenbrust-Hakenschnabel (Diglossa duidae georgebarrowcloughi Dickerman, 1987)
- Tepuiolivtyrann (Elaenia olivina davidwillardi Dickerman & Phelps Jr, 1987)
- Tepuipipratyrann (Mionectes roraimae mercedesfosterae Dickerman & Phelps Jr, 1987)
- Tepuipipratyrann (Myiophobus roraimae sadiecoatsae (Dickerman & Phelps Jr, 1987))
- Gnomennachtschwalbe (Chordeiles pusillus novaesi Dickerman, 1988)
- Gnomennachtschwalbe (Chordeiles pusillus xerophilus Dickerman, 1988)
- Rotbauchorganist (Euphonia rufiventris carnegiei Dickerman, 1988)
- Kehlband-Ameisenpitta (Grallaria guatimalensis binfordi Dickerman, 1990)
- Rotschwanzbussard (Buteo jamaicensis suttoni Dickerman, 1993)
- Brauenwaldschnäpper (Fraseria cinerascens ruthae Dickerman, 1994)
- Kastanienliest (Halcyon badia obscuridorsalis Dickerman & Cane, 1994)
- Schwarzkopf-Haubenschnäpper (Elminia nigromitrata colstoni (Dickerman, 1994))
- Schweifhuhn (Tympanuchus phasianellus hueyi Dickerman & Hubbard, 1994)
- Tannenhuhn (Falcipennis canadensis isleibi Dickerman & Gustafson, 1996)
- Grünbülbül (Eurillas virens amadoni (Dickerman, 1997))
- Virginiauhu (Bubo virginianus pinorum Dickerman &  Johnson, AB, 2008)

### Synonyme
- Streifenrückenammer (Peucaea botterii petenica (tabascensis) (Dickerman & Phillips, AR, 1967))
- Haubenzwergfischer (Corythornis cristatus cyanostigma (stuartkeithi) Dickerman, 1989)
- Gelbkehlkuckuck (Chrysococcyx flavigularis (parkesi) Dickerman, 1994)
- Grünbülbül (Eurillas virens amadoni (poensis) (Dickerman, 1994))

## Schriften (Auswahl)
- mit Allan Robert Phillips: Notes on the Song Sparrows of the Mexican Plateau. In: The Auk. Band 74, Nr. 3, 1957, S. 376–382 (englisch, sora.unm.edu [PDF; 376 kB]).
- A New Subspecies of the Pinnated Bittern. In: The Wilson Bulletin. Band 73, Nr. 4, 1961, S. 333–335 (englisch, sora.unm.edu [PDF; 194 kB]).
- mit Dwain Willard Warner: Distribution Records From Tecolutla, Veracruz, with the First Record of Porzana Flaviventer for Mexico. In: The Wilson Bulletin. Band 73, Nr. 4, 1961, S. 336–340 (englisch, sora.unm.edu [PDF; 323 kB]).
- mit Dwain Willard Warner: A New Orchard Oriole from Mexico. In: The Condor. Band 64, Nr. 4, 1962, S. 311–314 (englisch, sora.unm.edu [PDF; 211 kB]).
- The Song Sparrows of the Mexican Plateau. In: Occasional papers - Minnesota Museum of Natural History. Nr. 9, 1963, S. 336–340 (englisch, books.google.de).
- mit Bernardo Villa Ramirez: Dry Ice; A “New” Field Technique. In: Journal of Mammalogy. Band 45, Nr. 1, 12. März 1964, S. 141–142, doi:10.2307/1377305.
- mit Allan Robert Phillips: A New Subspecies of Icterus Prosthemelas From Panama and Costa Rica. In: The Wilson Bulletin. Band 77, Nr. 3, 1965, S. 298–299 (englisch, sora.unm.edu [PDF; 102 kB]).
- The nomenclature of the red-winged blackbird (Agelaius phoeniceus) of south-central Mexico. In: Occasional Papers of the Museum of Natural Science, Louisiana State University. Band 31, Nr. 1, 16. November 1965, S. 1–6 (englisch, digitalcommons.lsu.edu [PDF; 350 kB]).
- A New Subspecies of the Boat-Tailed Grackle From Mexico. In: The Wilson Bulletin. Band 78, Nr. 1, 1966, S. 129–131 (englisch, sora.unm.edu [PDF; 131 kB]).
- A New Subspecies of the Virginia Rail from Mexico. In: The Condor. Band 68, Nr. 2, 1966, S. 215–216 (sora.unm.edu [PDF; 142 kB]).
- mit Kenneth Carroll Parkes: A new subspecies of Mangrove Warbler (Dendroica petechia) from México. In: Annals of the Carnegie Museum. Band 39, Nr. 5, 1967, S. 85–89 (biodiversitylibrary.org).
- A Systematic Revision of Geothlypis Speciosa, the Black-Polled Yellowthroat. In: The Condor. Band 72, Nr. 1, 1970, S. 95–98 (sora.unm.edu [PDF; 299 kB]).
- mit Allan Robert Phillips: Taxonomy of the Common Meadowlark (Sturnella Magna) in Central and Southern Mexico and Caribbean Central America. In: The Condor. Band 72, Nr. 3, 1970, S. 305–309 (englisch, sora.unm.edu [PDF; 528 kB]).
- A New Subspecies of the Pinnated Bittern. In: The Wilson Bulletin. Band 83, Nr. 1, 1971, S. 49–56 (englisch, sora.unm.edu [PDF; 459 kB]).
- A review of the boat-billed heron Cochlearius cochlearius. In: Bulletin of the British Ornithologists' Club. Band 93, Nr. 3, 1973, S. 111–114 (biodiversitylibrary.org).
- A review of the White-breasted Woodwrens of Mexico and Central America. In: The Condor. Band 75, Nr. 3, 1973, S. 361–363 (englisch, sora.unm.edu [PDF; 358 kB]).
- New subspecies of Caprimulgus sericocaudatus from the Amazon River Basin. In: Bulletin of the British Ornithologists' Club. Band 95, Nr. 1, 1975, S. 18–19 (biodiversitylibrary.org).
- mit Charles Seymour, Mary S. Martin: Venezuelan Encephalitis Virus Infection in Neotropical Bats I. Natural Infection in a Guatemalan Enzootic Focus. In: The American Journal of Tropical Medicine and Hygiene. Band 27, Nr. 2, 1978, S. 290–296, doi:10.4269/ajtmh.1978.27.290.
- mit Charles Seymour, Mary S. Martin: Venezuelan Encephalitis Virus Infection in Neotropical Bats II. Experimental Infections. In: The American Journal of Tropical Medicine and Hygiene. Band 27, Nr. 2, 1978, S. 297–306, doi:10.4269/ajtmh.1978.27.297.
- mit William Henry Phelps, Jr.: Cuatro subespecies nuevas de aves (Furnariidae, Formicariidae) de la región de Pantepui, Estado Bolívar y Territorio Amazonas. In: Boletín de la Sociedad Venezolana de Ciencias Naturales. Band 33, Nr. 138, 1980, S. 139–147 (spanisch, sora.unm.edu [PDF; 687 kB]).
- mit Mary S. Martin, Eugene Alexander DiPaola: Studies of Venezuelan Encephalitis in Migrating Birds in Relation to Possible Transport of Virus from South to Central America. In: The American Journal of Tropical Medicine and Hygiene. Band 29, Nr. 2, 1980, S. 269–276, doi:10.4269/ajtmh.1980.29.269.
- mit Karl Friedrich Koopman, Charles Seymour: Notes on bats from the Pacific lowlands of Guatemala. In: Journal of Mammalogy. Band 62, Nr. 2, 21. Mai 1981, S. 141–142, doi:10.2307/1380726.
- A taxonomic review of the spotted-breasted oriole. In: Nemouria; occasional papers of the Delaware Museum of Natural History. Band 26, Nr. 1, 16. Oktober 1981, S. 1–10 (englisch, biodiversitylibrary.org).
- Preliminary review of the Clay-colored Robin Turdus grayi with redesignation of the type locality of the nominate form and description of a new subspecies. In: Bulletin of the British Ornithologists' Club. Band 101, Nr. 2, 1981, S. 285–289 (biodiversitylibrary.org).
- mit William Henry Phelps, Jr.: An annotated list of the birds of Cerro Urutaní on the border of Estado Bolívar, Venezuela, and Territorio Roraima, Brazil. In: American Museum Novitates. Nr. 2732, 1982, S. 1–20 (englisch, digitallibrary.amnh.org [PDF; 2,6 MB]).
- A new subspecies of Mecocerculus leucophrys from Venezuela. In: Bulletin of the British Ornithologists' Club. Band 105, Nr. 2, 1985, S. 73–75 (biodiversitylibrary.org).
- Two hitherto unnamed populations of Aechmophorus (Aves: Podicipitidae). In: Proceedings of the Biological Society of Washington. Band 99, 1986, S. 435–436 (biodiversitylibrary.org).
- mit George Francis Barrowclough, Peter Frederick Cannell, William Henry Phelps, Jr., David Ela Willard: Notes on the Song Sparrows of the Mexican Plateau. In: The Auk. Band 103, Nr. 2, 1986, S. 431–432 (englisch, sora.unm.edu [PDF; 179 kB]).
- mit William Henry Phelps, Jr.: Tres nuevos atrapamoscas (Tyrannidae) del Cerro de la Neblina Territorio Amazonas, Venezuela. In: Boletín de la Sociedad Venezolana de Ciencias Naturales. Band 41, Nr. 144, 1987, S. 27–32 (spanisch).
- Notes on the plumages of Diglossa duidae with the description of a new subspecies. In: Bulletin of the British Ornithologists' Club. Band 107, Nr. 1, 1987, S. 42–44 (biodiversitylibrary.org).
- mit David Ela Willard, Mercedes Suarez Forster, George Francis Barrowclough, Peter Frederick Cannell, Sadie Louise Coats, Joel Lester Cracraft, John Patton O’Neill: The birds of Cerro de la Neblina, Territorio Federal Amazonas, Venezuela. In: Fieldiana - Journal of the Field Museum of Natural History (= Zoology New Series). Band 65, Nr. 1, 1991, S. 1–90 (biodiversitylibrary.org).
- mit Christoph Hinkelmann, Bernd Nicolai: Notes on hitherto unknown specimen of Neolesbia nehrkorni (Berlepsch, 1887, Trochilidae) with a discussion on hybrid origin of this species. In: Bulletin of the British Ornithologists’ Club. Band 111, Nr. 4, 1991, S. 190–199 (biodiversitylibrary.org).
- mit John Patrick Hubbard: An Extinct Subspecies of Sharp-Tailed Grouse From New Mexico. In: Western Birds. Band 25, Nr. 3, 1994, S. 128–136 (englisch, westernfieldornithologists.org [PDF; 145 kB]).
- mit W. Parker Cane, Michael F. Carter, Angela Chapman, C. Gregory Schmitt: Report on three collections of birds from Liberia. In: Bulletin of the British Ornithologists' Club. Band 114, Nr. 4, 1994, S. 267–274 (biodiversitylibrary.org).
- mit Jack Gustafson: The Prince of Wales spruce grouse: A new subspecies from southeastern Alaska. In: Western Birds. Band 27, Nr. 1, 1996, S. 41–47 (englisch, westernfieldornithologists.org [PDF; 132 kB]).
- The Era of Allan R. Phillips: A Festschrift Kapitel. Horizon Communications, Albuquerque, NM 1997, ISBN 0-913945-58-7.
- mit Andrew Bryant Johnson: Notes on Great Horned Owls Nesting in the Rocky Mountains, with a description of a new subspecies. In: Journal of Raptor Research. Band 42, Nr. 1, 2008, S. 20–28, doi:10.3356/JRR-06-75.1 (englisch).